# Ivan Guidea
Ivan Guidea (Nisporeni, URSS, 12 de mayo de 1988) es un deportista rumano de origen moldavo que compite en lucha libre. Ganó dos medallas de bronce en el Campeonato Europeo de Lucha, en los años 2016 y 2018, ambas en la categoría de 61 kg. Su hermano Anatolie también compitió en lucha, aunque bajo la bandera de Bulgaria.

## Palmarés internacional
| Campeonato Europeo | Campeonato Europeo | Campeonato Europeo | Campeonato Europeo |
| Año                | Lugar              | Medalla            | Categoría          |
| ------------------ | ------------------ | ------------------ | ------------------ |
| 2016               | Riga (Letonia)     | Medalla de bronce  | 61 kg              |
| 2018               | Kaspisk (Rusia)    | Medalla de bronce  | 61 kg              |